# Camptorrhiza
Camptorrhiza é um género botânico pertencente à família Colchicaceae.